# Mehrgan
Das Mehrgān-Fest (persisch مهرگان) gehört neben dem Frühlingsfest Nouruz (Frühlingsbeginn bzw. Frühjahrs-Tag-und-Nacht-Gleiche), Tirgan (Sommersonnenwende), und dem Yaldā-Fest (Wintersonnenwende) zu den traditionellen altiranischen Festen in Iran, Afghanistan, Tadschikistan, Usbekistan und Aserbaidschan. Es fällt in die Zeit nach der herbstlichen Tag-und-Nacht-Gleiche, dem Eintritt der Sonne ins Tierkreiszeichen Waage (arabisch-persisch ميزان, DMG Mīzān), was dem persischen Sonnenkalender zufolge dem Beginn des Monats Mehr entspricht.

## Wortbedeutungen
Der Begriff Mehrgān besteht aus zwei Wörtern, nämlich mehr und gān. Der Begriff Mehr kann unterschiedliche Bedeutungen haben. Zum einen ist er der Name einer der größten Gottheiten des Zoroastrismus, der z. B. für Versprechen steht. Zum anderen bedeutet Mehr auch Liebe und Zuneigung. Zum dritten ist Mehr auch die Bezeichnung für den siebten Monat im Jahr und zugleich der Name für den sechzehnten Tag eines jeden Monats (siehe auch Zoroastrischer Kalender). Gān steht für Zugehörigkeit. Damit kann man Mehrgān als „das der Gottheit Mehr zugehörige Fest“ oder aber als „Fest der Liebe“ bezeichnen.

## Mehrgan im Schāhnāme
Der iranische Nationaldichter Ferdosi hat die Einsetzung dieses Fest als Fests zur Erinnerung an die Krönung König Fereyduns nach dem erfolgreichen Befreiungskampf gegen Zahak im iranischen Nationalepos Schāhnāme wie folgt beschrieben:

„Am Glückstag, dem ersten vom Monat Mihr
Setzt’ er aufs Haupt sich der Krone Zier.
Die Zeit ward ohne Sorge vor Leid,
Sie wandten sich all zu Gottseligkeit.
Sie leerten das Herz von Kriegesbraus,
Und machten ein neues Fest mit Schmaus.
…
Die Mihrganfei’r hat er eingesetzt,
wo man ruht und mit Wein sich letzt.
Das blieb uns von ihm zum Angedenken,
Da laß nicht Sorg’ und Müh’ dich kränken.“